# Jacques de Bucquoy
Jacques de Bucquoy (? - 30 maart 1687) was een medewerker van de Vereenigde Oostindische Compagnie (VOC). Hij was van 15 oktober 1680 tot 1685 directeur van de VOC-handelspost in Surat.

## Loopbaan
Jacques de Bucquoy was een zoon van Daniël de Bucquoy, die in 1645 koopman was in Ternate en later weesmeester in Batavia, en van Maria Auxbrebis, afkomstig uit Hamburg. Vóór 1672 was Jacques de Bucquoy actief als boekhouder bij de VOC. In 1672 werd hij benoemd tot onderkoopman waarna hij diverse functies bekleedde in het bestuur in Batavia, waaronder diaken. Van 1680 tot 1685 had De Bucquoy als directeur de leiding over de handelspost Surat.
De Bucquoy overleed op 30 maart 1687.